# Brná (Potštejn)
Brná (německy Berna) je ves v okrese Rychnov nad Kněžnou, jedna ze dvou částí obce Potštejn. Leží ve výšce 348 m n. m. na Třebovské tabuli 1,5 km jihovýchodně od Potštejna. Při sčítání lidu roku 2001 měla Brná 51 domů a 156 obyvatel.
Ves se poprvé připomíná roku 1356. Na horním konci je bývalý barokní hospodářský dvůr z doby kolem roku 1685, zachovaná brána s erbem rodu Dobřenských, ve dvoře rondel a bývalá máselnice. Dále se zde nachází kaple se zvonicí na pilířích z 19. století a kamenný kříž z roku 1793.

## Galerie

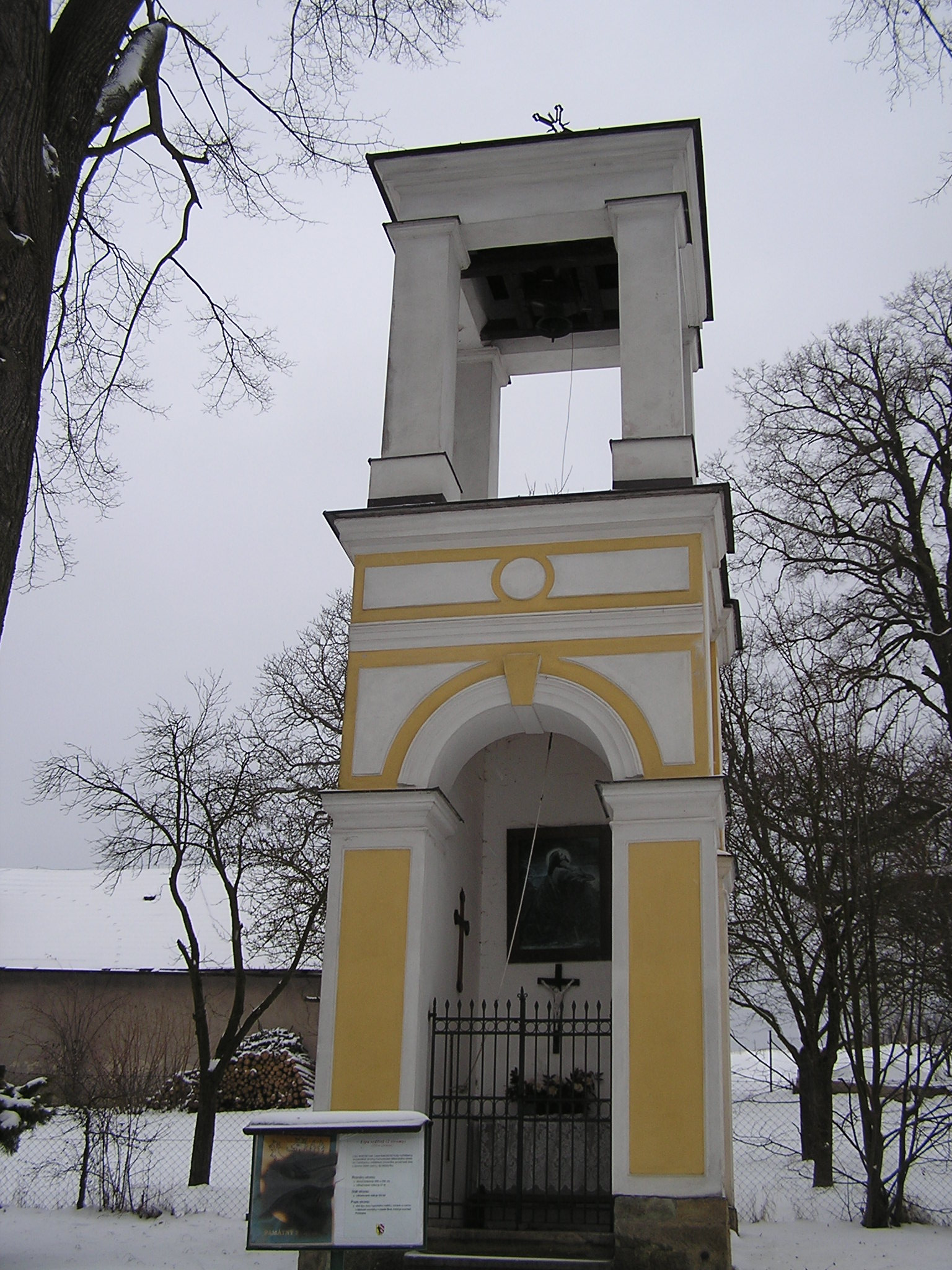
zvonice na návsi
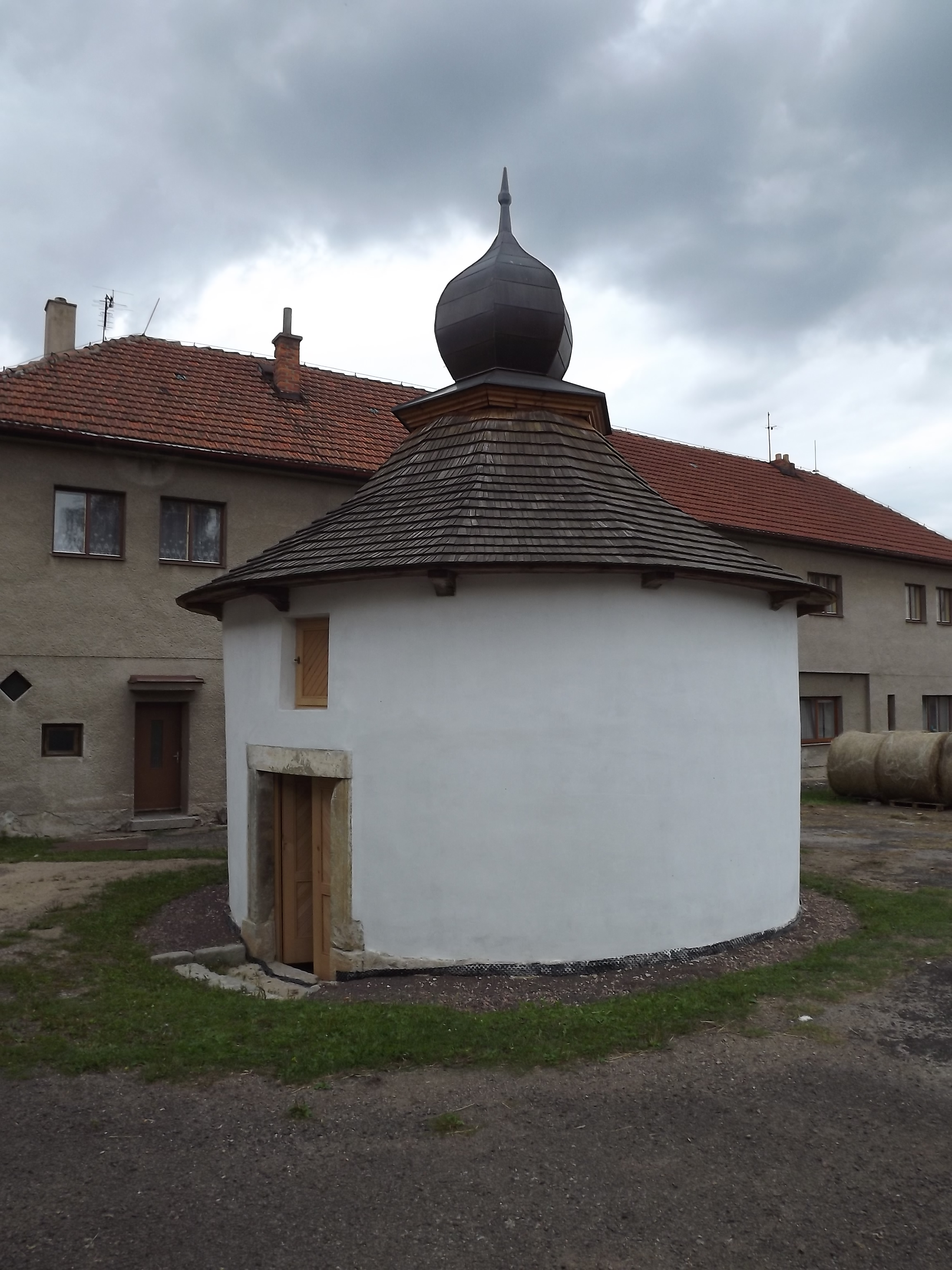
bývalý mléčník
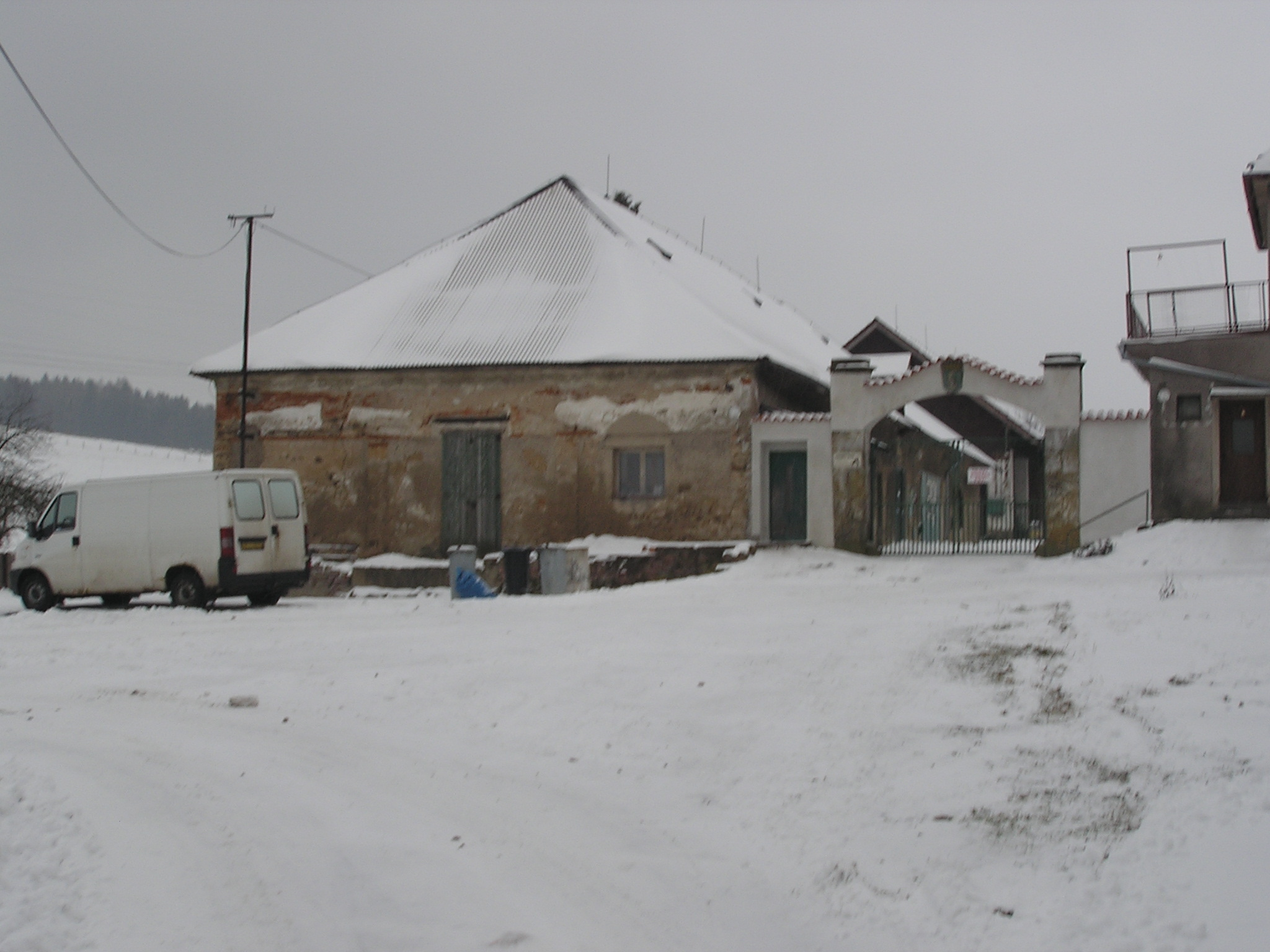
hospodářský dvůr